# Goirle (plaats)
Goirle (uitspraakⓘ) (Brabants: Gôol) is een dorp en de hoofdplaats van de gemeente Goirle, in de Nederlandse provincie Noord-Brabant. Vanouds was het een zelfstandige gemeente. Bij de gemeentelijke herindeling per 1 januari 1997 zou Goirle aanvankelijk bij Tilburg gevoegd worden. Na verzet bleef Goirle zelfstandig en vond een uitbreiding plaats met de kern Riel, die tot dan toe deel uitmaakte van de gemeente Alphen en Riel. Ook de buurtschap Breehees, dat aanvankelijk bij Hilvarenbeek hoorde, werd toen aan de gemeente Goirle toegevoegd.

## Ligging
Goirle ligt ten zuiden van Tilburg. Omliggende plaatsen zijn Gilze, Riel, Alphen, Hilvarenbeek en Moergestel.

## Etymologie
De naam Goirle komt van het woord goor, wat drassig betekent en van het woord lo, wat moeras of bos betekent.
De familienaam Van Gool duidt op herkomst uit Goirle (regionale uitspraak: Gool).

## Geschiedenis

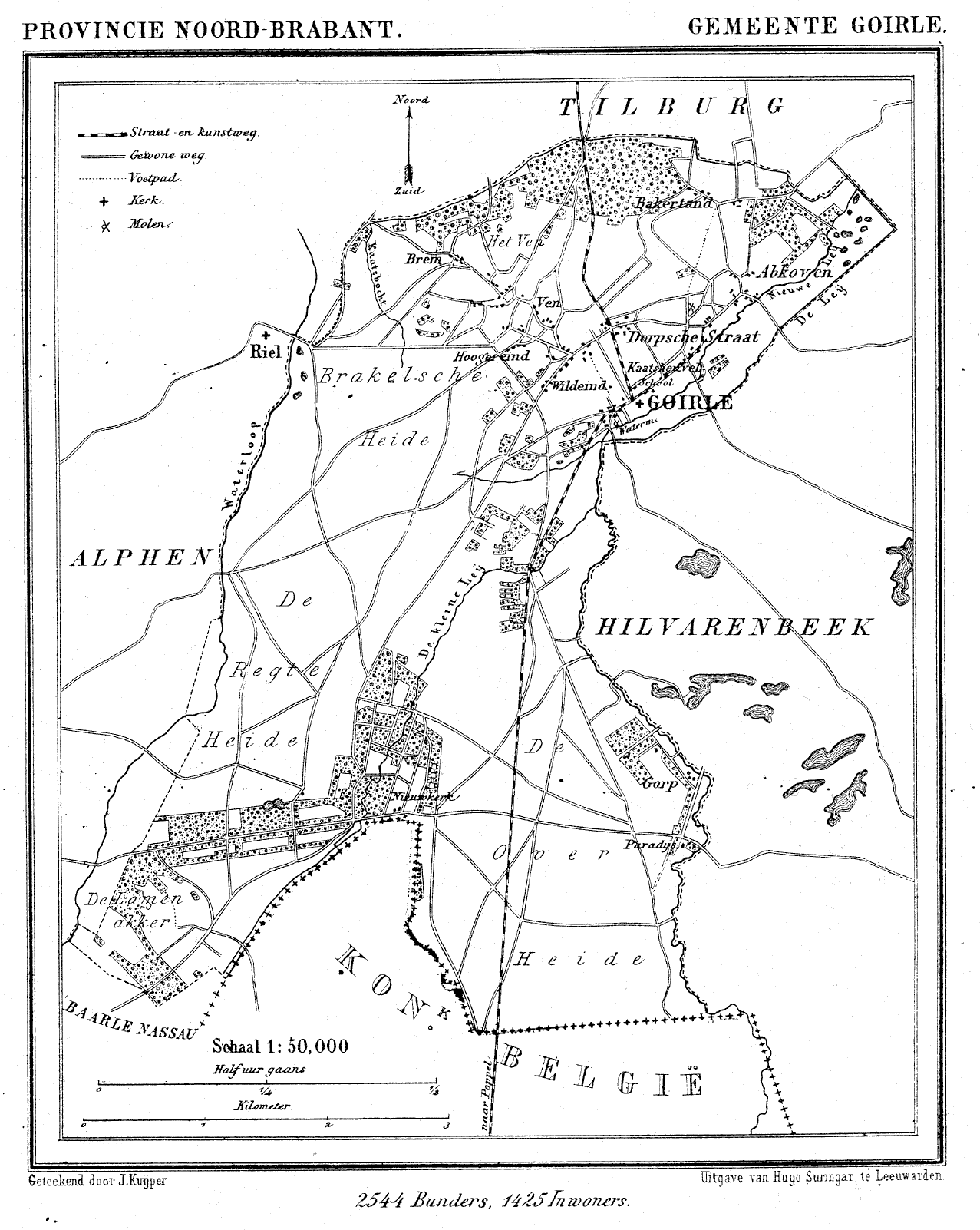
Goirle in 1865

### Bestuur
Opgravingen uit 1896 toonden aan dat er reeds in de 12e eeuw een kerkje is geweest. Goirle maakte toen deel uit van de heerlijkheid Groot-Tilburg. Niet lang na 1200 kwam dit gebied onder bestuur van de Hertog van Brabant. De eerste vermelding van de familienaam Goirle stamt uit 1214, waar gewag wordt gemaakt van ridder Gerhard van Gorle, vazal van Hertog Hendrik I van Brabant. Ook de ridders Jan van Goerle en Wouter van Goerle werden genoemd in de 13e respectievelijk de 14e eeuw. De plaatsnaam Goirle werd voor het eerst genoemd in 1298, en later in 1312 en 1315. In 1387 werd Goirle, samen met Tilburg, onderdeel van de heerlijkheid Tilburg en Goirle. Dit was een leen van de Hertog van Brabant. Het werd in leen gegeven aan Paul van Haastrecht, hoogschout van 's-Hertogenbosch. Het recht dat onder de heren van Groot-Tilburg bestond, de zogenaamde "eninge", bleef gehandhaafd tot 1453. In dat jaar werd een schepenbank ingesteld voor Tilburg en Goirle, waaraan twee Goirlese schepenen deelnamen. De Goirlese Watermolen werd voor het eerst in 1331 genoemd. Na 1387 zou hij vaak in het bezit zijn van de heren van Tilburg en Goirle.
In 1795 wilde men, zeer tegen de zin van de inwoners van beide plaatsen, Tilburg en Goirle van elkaar scheiden. In 1803 werden beide plaatsen zelfstandige gemeenten.

### Kerkelijk

#### Kerken
De patroonheilige van de kerk, Johannes de Doper, verwijst naar een hoge, wellicht Karolingische, ouderdom van de parochie. Het patronaatsrecht was in handen van het Kapittel van Hilvarenbeek. Resten van een 12e-eeuwse kerk zijn gevonden, de huidige Sint-Johannes Onthoofdingkerk (In de volksmond "Sint Jan") stamt uit 1897. In 1938 werd een tweede parochie gesticht, gewijd aan Maria Boodschap. De kerk werd in 1939 ingewijd. Op 11 juli 2010 werd hier de laatste dienst gehouden omdat het aantal bezoekende parochianen te ver was gedaald om de Maria Boodschap open te houden.
In 1964 werd de Heilige Geest parochie gesticht. In 1966 kreeg deze een kerk aan het Van Hoogendorpplein. In 1999 werd deze kerk onttrokken aan de eredienst en vervolgens gesloopt.
De enige kerk in Goirle die nog als zodanig fungeert is de Sint Jan.

#### Kloosters
In 1880 kwamen de Liefdezusters van het Kostbaar Bloed naar Goirle. Zij begonnen in het Pannenhuis een bewaarschool, verpleegden zieken, en ze begonnen een pensionaat voor de gegoede stand. In 1926 verhuisden ze naar een groter terrein, alwaar een pensionaat en een bejaardentehuis werd ingericht en een nieuw klooster gebouwd, dat in 1932 werd ingewijd. In 1990 vertrokken de zusters uit Goirle.
De Fraters van Tilburg kwamen in 1890. Zij vestigden zich in 1890 aan de Kloosterstraat in het Fraterhuis Franciscus van Sales, gaven onderwijs aan jongens en begonnen een pensionaat en een kweekschool. Ook startten zij de eerste Nederlandse BLO-school voor wat toen nog zwakbegaafden heetten. Er kwam een kapel en er vonden uitbreidingen plaats in 1924 en 1951. Hoewel het 75-jarig jubileum in 1965 nog groots werd gevierd, werden de gebouwen midden jaren 70 afgestoten en zijn nu in gebruik als cultureel centrum.
De Missionarissen van de Heilige Familie stichtten niet alleen een klooster te Nieuwkerk (1913), maar ook de missieprocure Sancta Theresia aan de Tilburgseweg te Goirle. Dit gebouw werd in 1936 in gebruik genomen.

### Economie

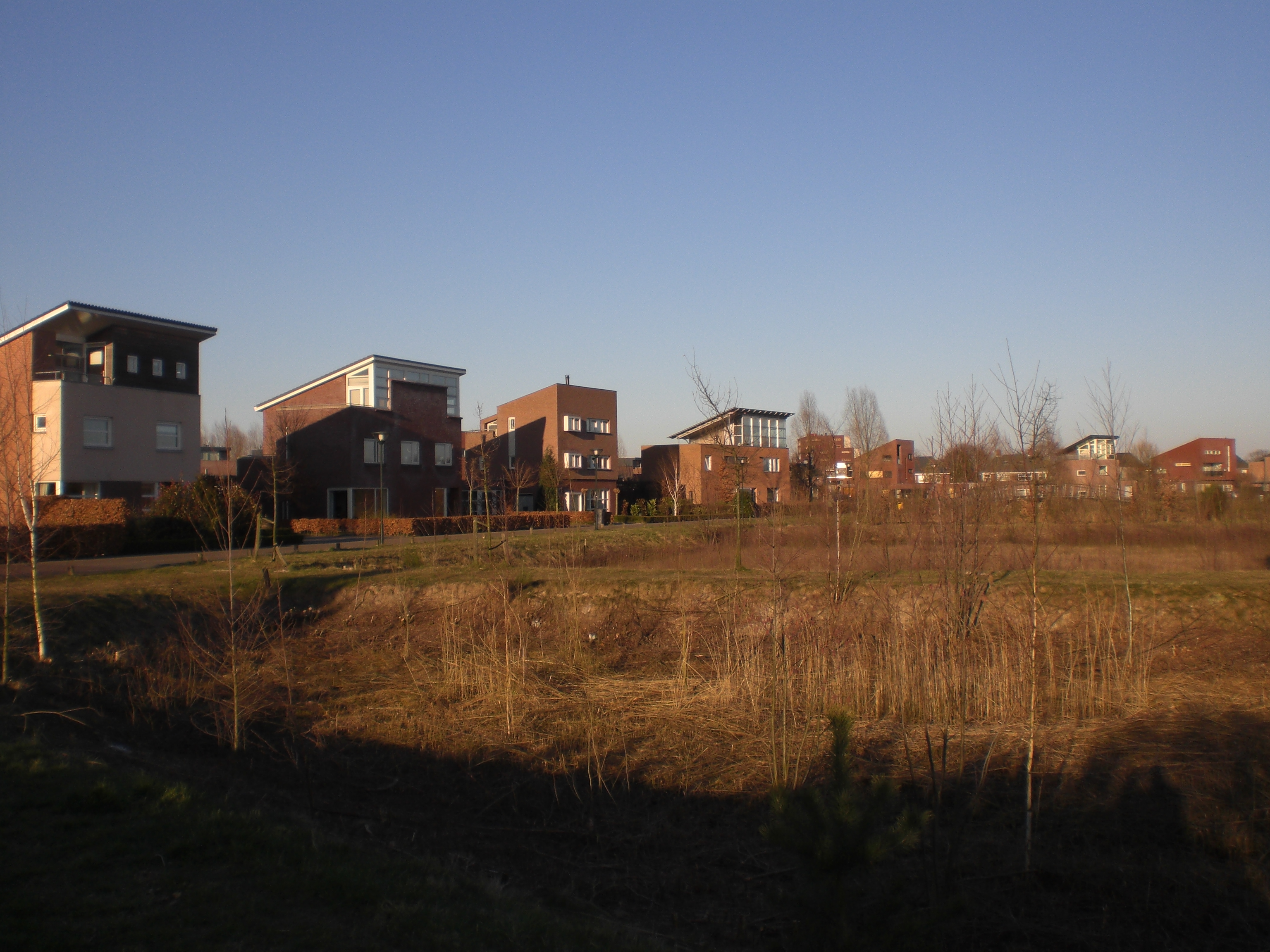
Nieuwbouwwijk De Hoge Wal in het noordoosten van Goirle

#### Kaatsballen
Een specialiteit van Goirle was de vervaardiging van kaatsballen. Deze werden vervaardigd van paardenhaar dat in lederen ballen werd gefrot. Deze ballen werden in de 16e eeuw in een groter gebied van Midden-Brabant vervaardigd, maar vanaf de 17e eeuw vooral in Goirle, van waar ze geëxporteerd werden naar de noordelijke en de zuidelijke Nederlanden. Het ging hierbij om tienduizenden ballen per jaar. De familie Van Wijck leverde belangrijke producenten, en de families Van Dun, Van Besouw en Naaijkens waren in de 18e en 19e eeuw de handelaren. Omstreeks 1870 stopte de productie. Dit had twee redenen. Ten eerste beperkte de kaatssport zich geleidelijk tot Friesland, alwaar de plaatselijke schoenmakers zélf de productie ter hand namen. Bovendien kwam de textielindustrie op, en de lonen van de wevers waren - hoewel laag - nog beduidend hoger dan die van de ballenmakers.

#### Textiel
Textiel, met name grof linnen, werd geleidelijk aan belangrijker. In 1665 was 15% van de beroepsbevolking spinner of wever, in 1797 was dit al 31%. Na de economische malaise in de eerste decennia van de 19e eeuw kwam er verbetering doordat de Belgische Opstand in 1830 uitbrak. De ook in Goirle gelegerde soldaten brachten geld in omloop. Een aantal inwoners van Goirle verkregen aldus een kapitaal, met name zij die een winkel of herberg dreven. Deze werden tevens fabrikeurs: ze kochten linnengarens in, lieten dit door thuiswevers weven (huisnijverheid) en verkochten het linnen weer op de markt. De combinatie van fabrikeur en winkelhouder zou later nogal eens tot gedwongen winkelnering leiden. Het loon van de thuiswerkers werd namelijk nogal eens in bonnen uitbetaald die slechts in de betreffende winkel te verzilveren waren.
In 1843 werd de eerste blekerij voor linnen en pellen opgericht door Willem van Enschot. In 1847 volgde de firma P. & W. van de Lisdonk, bepaaldelijk ten doel hebbende het fabriceeren van linnen en pellen, tafelgoederen en andere daarmee gelijkstaande stoffen. Zo nam ook de werkgelegenheid in de textiel toe. In 1857 waren er 275 mannen en 156 vrouwen en kinderen werkzaam, waarvan 380 als thuiswerker. Uit dit alles blijkt dat de eigenlijke fabrieken nog klein waren. Daarin kwam verandering toen de Amerikaanse Burgeroorlog (1861-1865) uitbrak, waardoor de invoer van katoen stagneerde en de vraag naar linnen steeg. Aldus werd kapitaal vergaard waarvan de Goirlese fabrieken gebouwd werden. De belangrijkste was HaVeP, die opgericht werd in 1888 door E.J. van Puijenbroek. Deze fabriek bestaat nog steeds.
De textielindustrie kende een aantal moeilijke perioden, zoals de economische crisis van de jaren 30. De Goirlese Jutespinnerij ging dicht, en de werklozen kwamen in de werkverschaffing terecht en moesten ontginningsprojecten uitvoeren. Los daarvan was ook de positie van de textielarbeider weinig rooskleurig, door lage lonen en lage scholing. Na de Tweede Wereldoorlog verkozen velen dan ook een ander beroep, en voor hen in de plaats kwamen vaak Belgen. Niettemin waren er in 1960 nog 2157 mensen werkzaam in de grotere bedrijven (meer dan tien werknemers).
De fabrikanten ondertussen hadden zich ontwikkeld tot een besloten groep die op stand leefde, weinig contact had met de rest van de bevolking, maar wél in allerlei bestuurlijke organen zitting had.
De jaren 60 van de 20e eeuw waren het voorspel voor de ondergang van de textielnijverheid. In 1967 sloot W. van Enschot & Zonen, één der oudste fabrieken, haar poorten. Deze werd gevolgd door N.V. Tilkamwol en N.V. Pijnenburg. Tilkamwol bestaat nog steeds als groothandel in herenkleding.

#### Forensenplaats
Ondertussen kwam er een nieuw bedrijventerrein, waardoor een meer veelzijdige bedrijvigheid werd geïntroduceerd. De inwoners van Goirle gingen echter in toenemende mate in Tilburg werken. Reeds in 1971 werkte meer dan de helft van de Goirlese beroepsbevolking in deze stad, waarmee Goirle tot een forensengemeente was geworden.

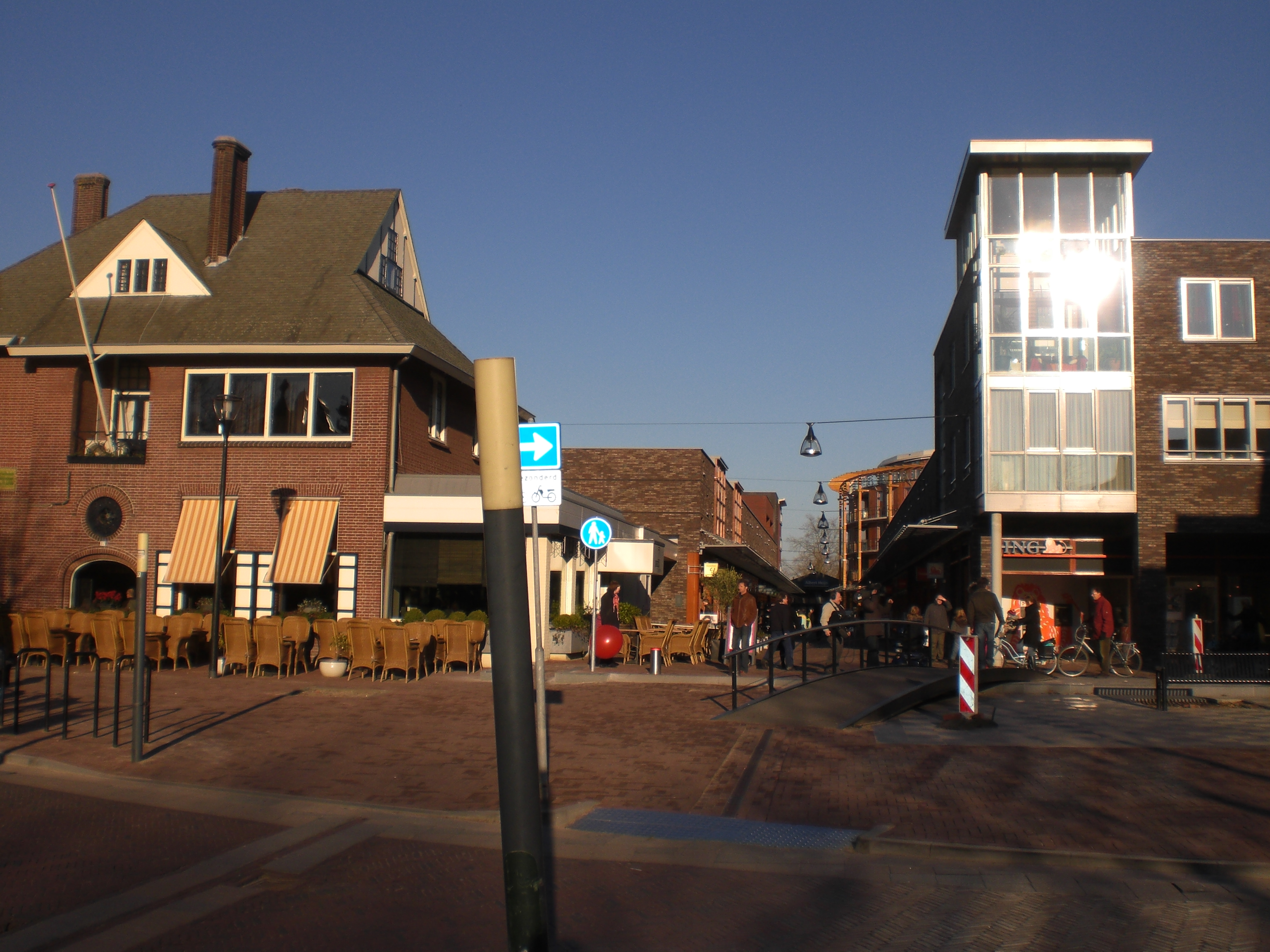
Het Goirlese winkelcentrum De Hovel, geopend na een renovatie in november 2007

#### Winkelen
Winkelen kan men onder andere in winkelcentrum De Hovel. Koopavond is op vrijdag.
Warenmarkt is er op het Kloosterplein op donderdag van 9:00 tot en met 12:00 uur.

## Bezienswaardigheden

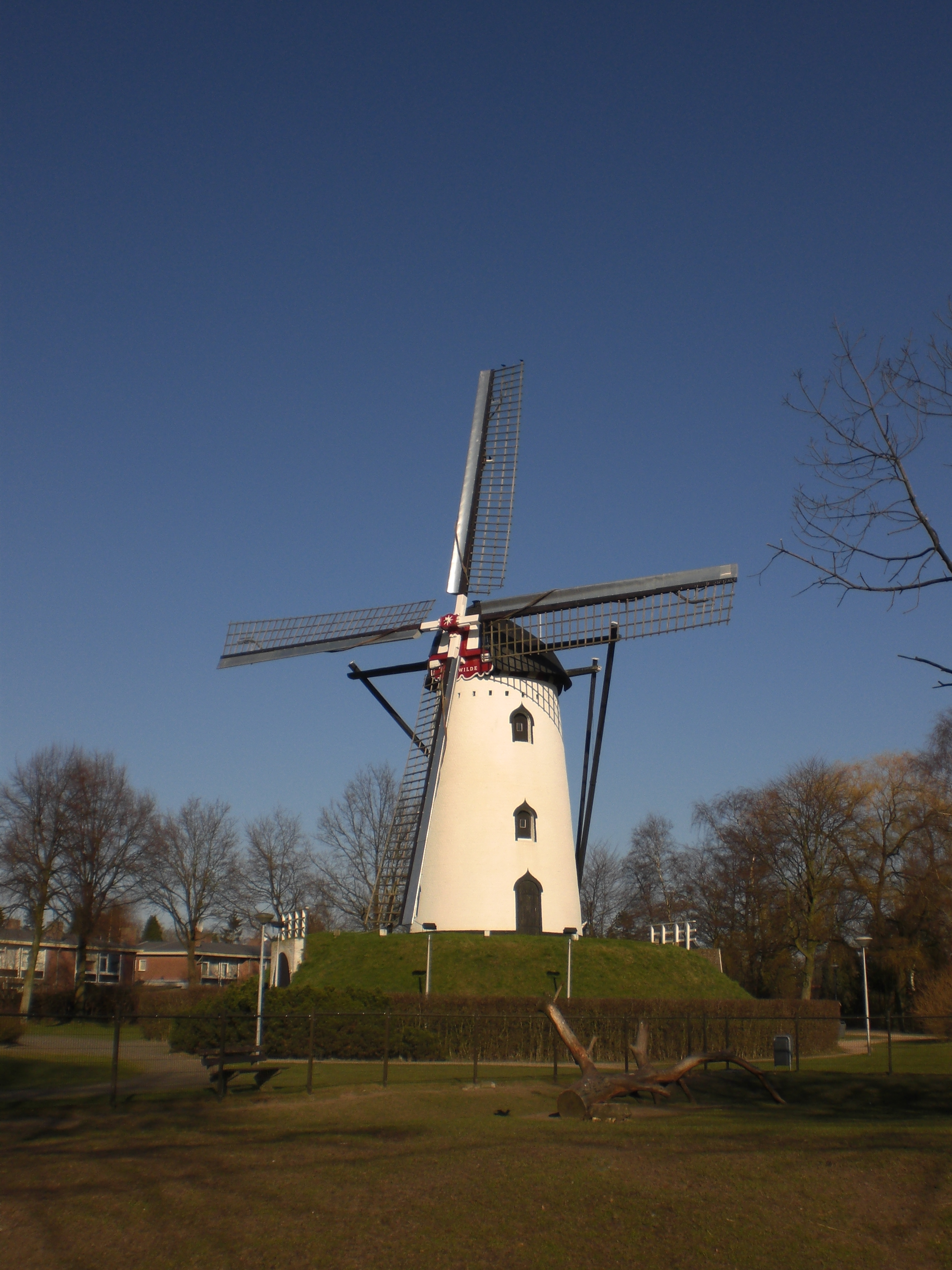
Molen De Wilde gebouwd in 1898

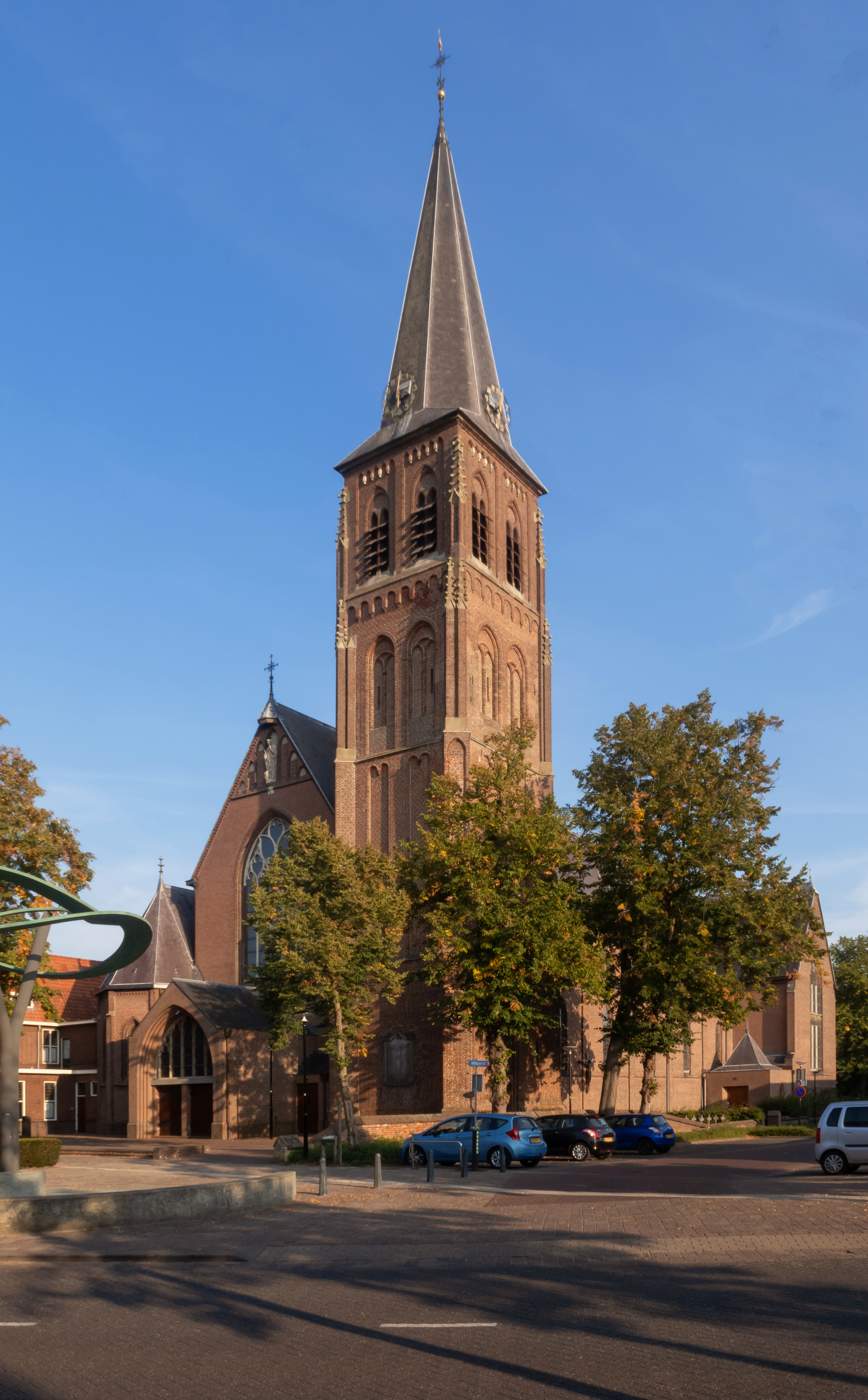
Sint-Johannes Onthoofdingkerk

- Windmolen De Visscher, ronde stenen beltmolen uit 1875, aan de Molenstraat.
- Windmolen De Wilde, ronde stenen beltmolen uit 1898, aan de Nieuwe Rielseweg.
- Sint-Johannes Onthoofdingkerk, een neogotische kerk, ontworpen door Joseph Cuypers, met 15e-eeuwse toren.
- Maria Boodschapkerk uit 1940, in de stijl van de Delftse School, ontworpen door C.H. de Bever. Het gebouw is geklasseerd als rijksmonument.
- Voormalig raadhuis De Vijf Bogen, hoek Bergstraat/Kerkstraat uit 1928, ontworpen door architect Theo Taen. Het huis dankt zijn naam aan de karakteristieke galerij. Ook bevat het een beeld van Johannes de Doper.
- Heemmuseum en heemerf De Schutsboom aan de Nieuwe Rielseweg 43.

## Natuur en landschap
Goirle is gelegen tussen de riviertjes de Nieuwe Leij in het oosten en de Lei in het westen, die de bovenloop van de Donge vormt. De Nieuwe Leij ontstaat op Goirles grondgebied door de samenvloeiing van de Poppelsche Leij en de Rovertse Leij.
Vooral ten zuiden van de kom van Goirle liggen een aantal landgoederen en natuurgebieden, namelijk Gorp en Rovert in het oosten met Gorp de Leij, Nieuwkerk in het zuiden, de Regte Heide, Ooijevaarsnest en de Halve Maan. Het betreft heidegebieden, naaldbossen en gemengde bossen, meanderende beekjes met beekbegeleidende bossen, moerassen en graslanden.

## Evenementen
- Carnaval: tijdens de carnavalsdagen wordt Goirle omgedoopt in Ballefruttersgat. Dit slaat op de bijverdiensten van wevers: die maakten kaatsballen van onder andere paardenhaar in lederen ballen. Het paardenhaar werd in de ballen "gefrut".

## Onderwijs in Goirle
| - basisscholen: - OBS 't Schrijverke - OBS Den Bongerd - RK Basisschool De Bron - RK Basisschool De Kameleon (voorheen Heibloem) - Jenaplanschool De Kleine Akkers - RK Basisschool Open Hof - RK Basisschool De Regenboog | - vmbo, havo en vwo: - Mill-Hillcollege - speciaal onderwijs: - De Keyzer - gesloten: - RK Basisschool De Fonkelsteen - RK Basisschool De Wildert - RK Basisschool De Hellen |

## Sport
In Goirle zijn een aantal sportvereniging actief. Zo zijn er een tweetal voetbalclubs (GSBW en VOAB), een volleybalclub (VC Goirle), een hockeyclub (MHC Goirle), een tennisvereniging (L.T.C. Goirle), een schaakvereniging (Eerste Goirlese Schaakclub), een toerfietsclub (WTC De Hellen) en een golfclub (Golfclub Goirle).
Ook zijn er verenigingen voor badminton, handbal, handboogschieten, judo, taekwondo, (tafel)tennis, turnen, wielrennen, scouting, windsurfen, zaalvoetbal, karate, boksen en kickboksen. Er zijn ook drie sportscholen.

## Radio en televisie
Goirle heeft tevens een eigen lokale radio- en televisieomroep genaamd Lokale Omroep Goirle, beter bekend als de 'LOG'. Dit is de oudste lokale omroep van Nederland.

## Groene Jozef
De legendarische Jozef van Groenenberg, beter bekend als de Groene Jozef uit Goirle is een bijna mythisch figuur. Geboren in 1543 en veroordeeld in 1587 tot de brandstapel (vanwege het verdacht zijn van hekserij en bos-magie). Volgens de legende uit het kleine Brabantse dorp staat Jozef van Groenenberg om de zes jaar weer op uit zijn verwilderd graf, in een donkere en koude winternacht. Dan zien de bewoners Groene Jozef weer door de straten trekken, op zoek naar zijn houten been.

## Verkeer en vervoer
Goirle wordt ontsloten door een tweetal randwegen, te weten de Turnhoutsebaan (N630) aan de westkant en de Rillaersebaan aan de noordkant. Vanaf de Turnhoutsebaan zijn drie afritten richting het dorp. De noordelijkste ter hoogte van Goirle-Noord/Goirle-Centrum. De tweede is een aansluiting bij het sportpark en de manege. Ten slotte sluit de weg aan bij Goirle/Tijvoort. De Rillaersebaan geldt als ontsluiting voor de wijken (van west naar oost) De Hellen, 't Ven, Centrum, Boschkens-Oost/Grobbendonck, De Groote Akkers en tot slot de Hoge Wal. Goirle is via de A58 bereikbaar: de N630 sluit aan ter hoogte van afrit 11 (Tilburg-Centrum West). In de toekomst wordt mogelijk een afrit Goirle-Oost gerealiseerd nabij Stappegoor. Het busvervoer wordt verzorgd door Arriva en de Vlaamse vervoerder De Lijn met vier buslijnen (1x stad, 2x streek en 1x buurt).

## Nabijgelegen kernen
Nieuwkerk, Poppel, Hilvarenbeek, Riel, Tilburg